# TTG Sverige AB
TTG Sverige AB var ett svenskt tidskriftsförlag ägt av den nederländska mediekoncernen Telegraaf Media Groep (TMG) som den 1 januari 2009 köptes av LRF Media. TMG finns förutom i Nederländerna och Sverige även i Ukraina. 
TTG Sverige AB gav ut tidningarna 
- Båtnytt
- Vi båtägare
- Segling (tidning)
- Golf Digest 1986-2009
- Cosmopolitan 2001-2009
- Residence 2000-2009

Allt om Kök & Bad 1999-2009
maringuiden.se.